# 勇崎恒也
勇崎 恒也（ゆうざき つねや、1941年（昭和16年）2月10日 - ）は、日本のフィールドホッケー選手。

## 経歴・人物
明治大学出身。1960年ローマオリンピック、1964年東京オリンピック、1968年メキシコシティーオリンピックに出場した。  